# Auguste Crelinger

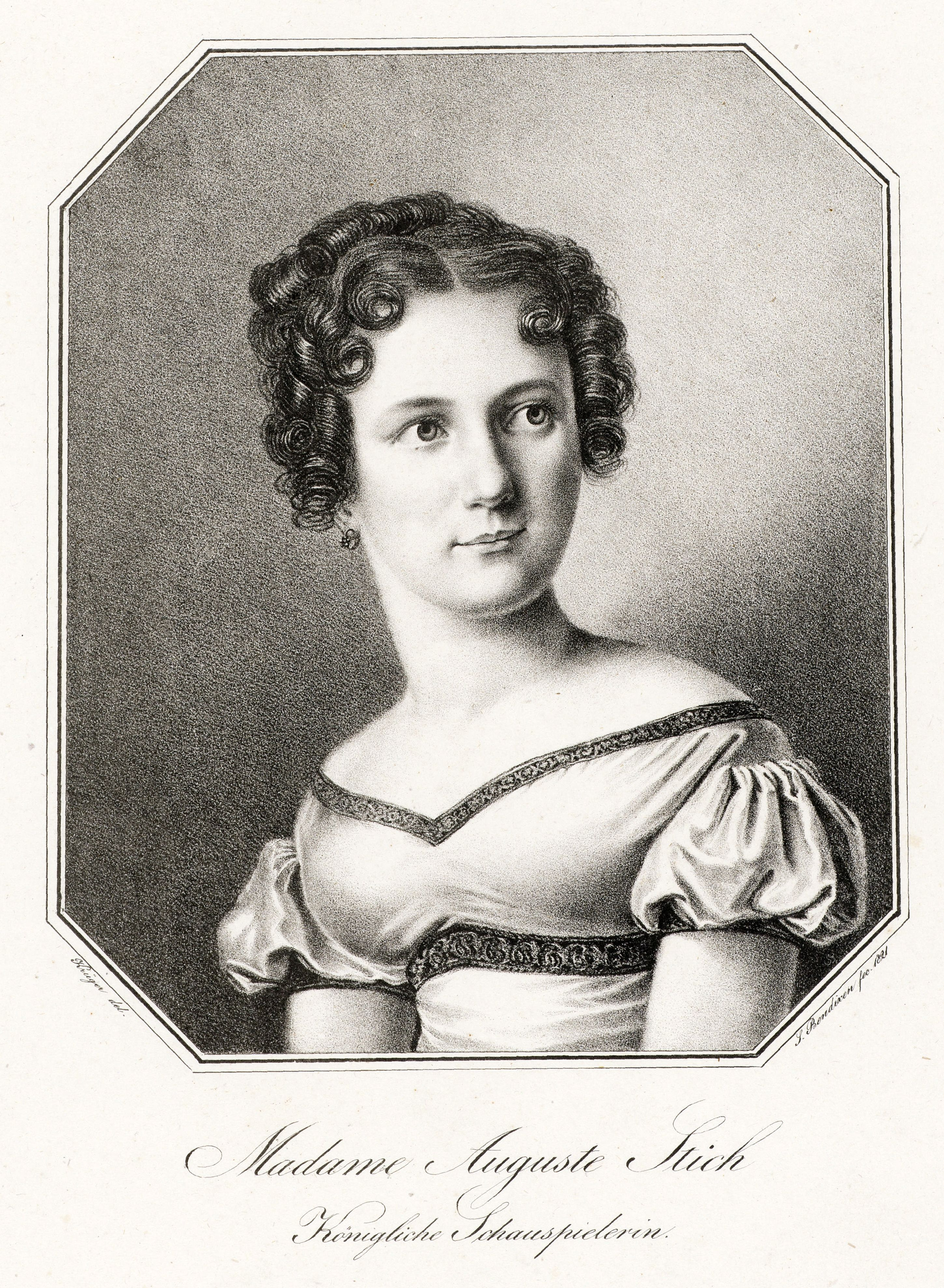
Auguste Stich, Porträt von Siegfried Detlev Bendixen

Auguste Crelinger

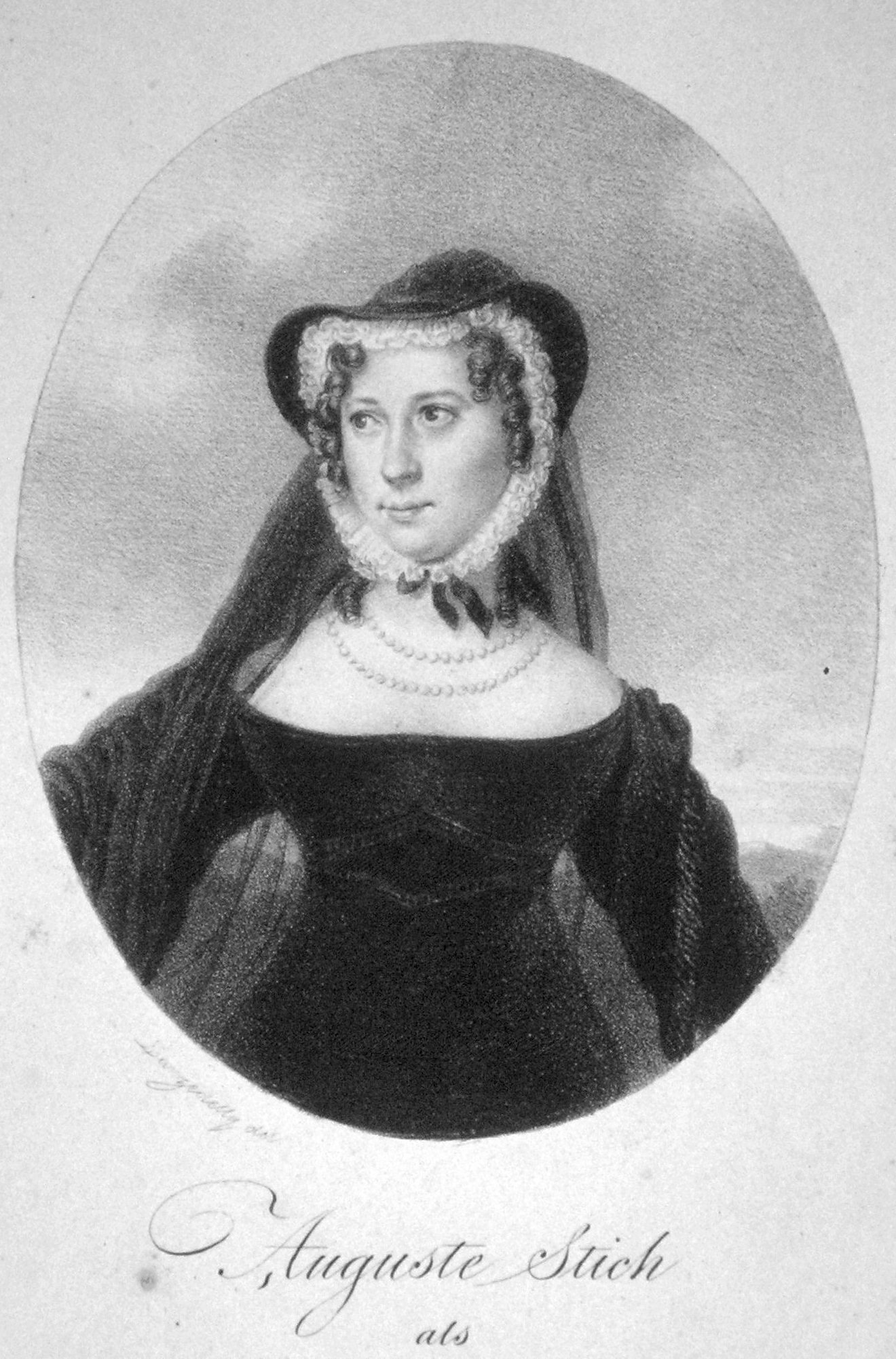
Auguste Crelinger-Stich als Maria Stuart, Lithographie von Josef Lanzedelli d. Ä.

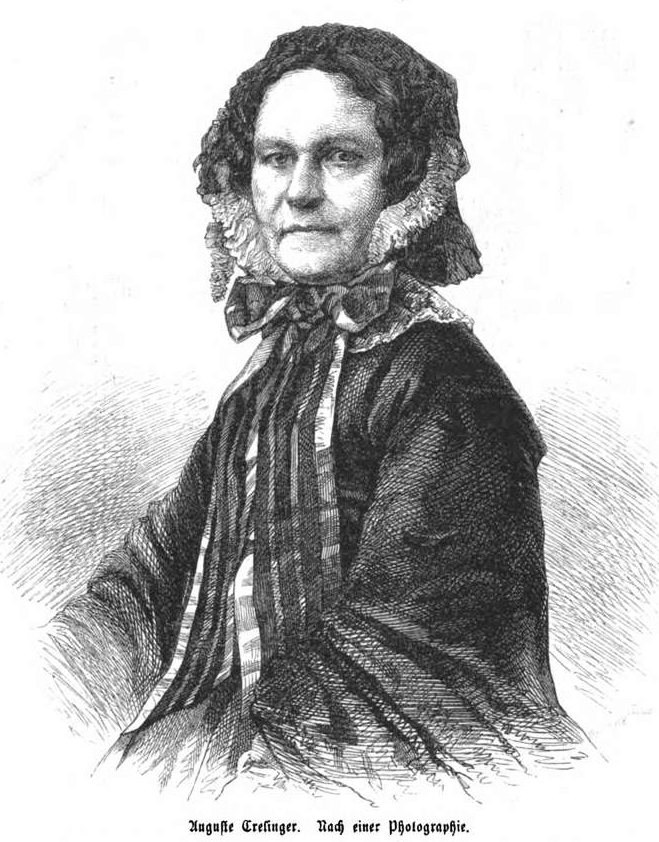
Auguste Crelinger, 1862

Auguste Sophie Crelinger (verwitwete Stich, geborene Düring; * 7. Oktober 1795 in Berlin; † 11. April 1865 ebenda) war eine deutsche Schauspielerin.

## Leben
Auguste Düring sammelte bereits als Kind erste Bühnenerfahrungen bei der Theatergesellschaft Urania. Anlässlich eines dieser Auftritte macht sie auch die Bekanntschaft der Fürstin Charlotte von Hardenberg (frühere Schauspielerin Langenthal ). Diese verwandte sich bei Theaterdirektor August Wilhelm Iffland für Düring und nach ihrem erfolgreichen Debüt am 4. Mai 1812 als Margarete („Die Hagestolzen“) wurde sie engagiert und blieb dort bis zu ihrer letzten Vorstellung Mitglied des königlichen Hoftheaters.
1817 heiratete Düring den Schauspieler Wilhelm Heinrich Stich (1794–1824) und hatte mit ihm zwei Töchter: Bertha (1818–1876) und Clara (1820–1865), die beide ebenfalls zur Bühne gingen, sowie zwei Söhne, darunter Gustav (1822–1848), der 26-jährig im ostindischen Bombay an einer Leberkrankheit verstarb.
Wilhelm Stich starb unter tragischen Umständen. Gebhard Bernhard Carl Blücher von Wahlstatt (1799–1875), ein Enkel des bekannten Feldherrn, war Secondelieutenant bei den Garde-Husaren und hatte am 6. Februar 1823 ein Rendezvous mit Auguste Stich, da er sich vor einer längeren Reise von ihr verabschieden wollte. Im Treppenhaus traf er auf ihren Ehemann, den er nach kurzem heftigen Streit mit seinem Dolch verletzte. Blücher wurde zu dreijähriger Festungshaft verurteilt, die er auf der Festung Danzig verbüßte.
Ob tatsächlich ein sexuelles Verhältnis des Offiziers Blücher mit Auguste Stich bestand, ist unklar. Als Stich am 8. Mai desselben Jahres als „Thecla“ wieder auf der Bühne stand, war sie vom Publikum bereits vorverurteilt und wurde als Ehebrecherin ausgebuht. Um diesem zu entfliehen, reiste sie zusammen mit ihrem Ehemann Anfang 1824 nach Paris, wo sie u. a. François-Joseph Talma besuchte. Nach Aussagen von Ludwig Rellstab (Nothgedrungene Berichtigung) starb der Schauspieler Wilhelm Heinrich Stich an einer verschleppten Milzentzündung.
In zweiter Ehe heiratete die verwitwete Auguste Stich den Eisenbahn- und Versicherungsunternehmer Otto Crelinger in Berlin, dessen Eltern – Johann Jacob Crelinger (1753–1837) und Henriette Wilhelmine Charlotte Catherina Crelinger (1774–1826), geb. Philippsborn –, große Vorbehalte gegen diese Ehe hatten. Erst nach dem Tod der Mutter Crelingers im Dezember 1826 konnte sich das Paar am 31. Januar 1827 verloben; die Eheschließung fand am 23. April 1827 statt.
Die Verbindung mit Crelinger ermöglichte der Schauspielerin Bildungsreisen, unter anderem nach Paris und Sankt Petersburg; ihr Haus in Berlin wurde zu einem Mittelpunkt der Geselligkeit.
Eine gemeinsame Tochter aus dieser Ehe, Johanne Henriette Emilie Auguste Crelinger (1828–1900), heiratete 1851 den Juristen und späteren Landrat des Landkreises Frankenstein in Schlesien, Friedrich Adolf Alexander Groschke (1821–1871). Aus dem Nachlass der Musikpädagogin Clara Groschke gelangte 1925 ein heute verschollenes Porträt Auguste Crelinger als Jungfrau von Orleans (1818) von Friedrich Georg Weitsch in das Märkische Museum.
Um 1839/1840 war Auguste von Bärndorf Schülerin von Auguste Crelinger.
Nachdem Auguste Crelinger 1862 ihr 50-jähriges Jubiläum an der Berliner Hofbühne gefeiert hatte, zog sie sich ins Privatleben zurück. Sie starb 1865 im Alter von 69 Jahren in Berlin und wurde auf dem dortigen Friedhof II der Jerusalems- und Neuen Kirche vor dem Halleschen Tor beigesetzt. Das Grab ist nicht erhalten.

## Zitat
„Das Spiel war unbefangen, ungezwungen, ohne Angst und Anmaßung. Nichts erlerntes, Nichts geborgtes, Alles lieb und leicht.“

„Eine schöne Gestalt, ein klangvolles Organ, ausdrucksvolle Mimik und echt künstlerisches Studium waren die vornehmsten Eigenschaften dieser geradezu vollendeten Schauspielerin.“

## Rollen (Auswahl)
- Iphigenie – Iphigenie auf Tauris (Johann Wolfgang von Goethe)
- Antigone – Antigone (Sophokles)
- Prinzessin von Este – Tasso (Johann Wolfgang von Goethe)
- Sappho – Sappho (Franz Grillparzer)
- Phädra – Phèdre (Jean Racine)
- Gräfin Orsina – Emilia Galotti (Gotthold Ephraim Lessing)
- Gräfin Terzky – Wallensteins Tod (Friedrich Schiller)
- Maria Stuart – Maria Stuart (Friedrich Schiller)
- Adelheid – Götz von Berlichingen (Johann Wolfgang von Goethe)
- Lady Macbeth – Macbeth (William Shakespeare)
- Margarete – Die Hagestolzen (August Wilhelm Iffland)
- Jeanne d’Arc –  Die Jungfrau von Orléans (Friedrich Schiller)
- Rosette – Schweizermädchen (Gottlob Benedict Bierey)
- Medea – Das goldene Vlies (Franz Grillparzer)

## Schüler (Auswahl)
Auguste von Bärndorf, Elise Bethge-Truhn